# Alina Talay
Alina Talay (Bielorrusia, 14 de mayo de 1989) es una atleta bielorrusa, especialista en la prueba de 100 m vallas, con la que ha logrado ser medallista de bronce mundial en 2015.

## Carrera deportiva
En el Mundial de Pekín 2015 ganó la medalla de bronce en los 100 m vallas, quedando tras la jamaicana Danielle Williams y la alemana Cindy Roleder.